# Masacre de Washington Navy Yard de 2013
La masacre de Washington Navy Yard de 2013 se produjo el lunes 16 de septiembre de 2013. Durante el mismo se produjo un tiroteo masivo en un comando naval en Washington Navy Yard en el sudeste de Washington D. C.. El pistolero solitario identificado como Aaron Alexis de 34 años mató a 12 personas e hirió a otras 3. El ataque tuvo lugar en el edificio del Navy Yard 197, comenzó alrededor de las 8:20 y terminó sobre las 9:20, cuando Alexis fue abatido por la policía.
Fue el segundo asesinato en masa más mortífero en una base militar de Estados Unidos, solo superado por la Masacre de Fort Hood, Texas el 5 de noviembre de 2009.

## Detalles
Aaron Alexis trabajaba para un subcontratista para la Hewlett-Packard Alexis llegó a la zona de Washington D. C., en o alrededor del 25 de agosto de 2013 y se alojó en varios hoteles. En el momento de la masacre había estado viviendo con otros cinco contratistas civiles en un hotel de Residence Inn en el suroeste de Washington desde el 7 de septiembre.
El sábado 14 de septiembre, dos días antes de la masacre, Alexis visitó una tienda de armas, en Lorton, Virginia, a 24 km (15 millas) al sur de Washington. Probó un fusil semiautomático Colt AR-15, pero no trató de comprarlo. Después de probar el fusil, Alexis preguntó sobre la compra de un arma de fuego en la tienda, pero le dijeron que la ley federal no permite que los distribuidores vendan dichas armas directamente fuera del estado a los clientes. Alexis en vez compró una escopeta Remington 870 express calibre 12 y dos cajas de cartuchos, después de pasar una verificación de antecedentes federales y estatales.

## Tiroteo
El lunes 16 de septiembre, Alexis llegó al Navy Yard en un Toyota Prius alquilado alrededor de las 7:53 a. m., con un pase válido para entrar en el patio. Entró al edificio 197 con la escopeta desmontada en una bolsa sobre el hombro. Armó la escopeta en un cuarto de baño del cuarto piso, cruzó a un pasillo del área 4 del edificio Oeste, y comenzó a disparar alrededor de las 8:16 a. m. en la cabeza a corta distancia a muchas de las personas que se encontraban en el cuarto piso. Después de disparar tiros en el cuarto piso durante cuatro minutos, continuó disparando en el tercer piso y en el vestíbulo. Un empleado del lugar describe encontrarse con un hombre armado vestido todo de azul en un pasillo del tercer piso, diciendo: "Él solo dio la vuelta y comenzó a disparar". Un hombre en un callejón fue alcanzado por una "bala perdida". En algún momento, Alexis disparó y mató a un oficial de seguridad y tomó la pistola semiautomática Beretta 92 9 mm del oficial, utilizándola una vez que se quedó sin munición de la escopeta.
A las 8:17 de la mañana, se hicieron las primeras llamadas al 9-1-1. El Departamento de Policía Metropolitana de DC y varias otras agencias policiales respondieron inmediatamente, las primeras unidades de la policía entraron en el edificio siete minutos después de recibir la llamada. Alexis abrió fuego contra la policía y un agente, Scott Williams, fue alcanzado en una pierna. A las 8:57 a. m., se dirigió a la tercera planta, donde inició un tiroteo contra el personal policial que duró durante aproximadamente treinta minutos. En el tercer piso Alexis fue disparado fatalmente en la cabeza a las 9:25 a. m. por Dorian DeSantis, un oficial del Equipo de Respuesta de Emergencia de la Policía DC quien también recibió un disparo en su chaleco durante el intercambio de disparos con Alexis. La muerte de Alexis fue confirmada a las 11:50 a. m..

## Víctimas
Se registraron 13 víctimas mortales, entre ellos el autor del tiroteo. Alexis y 11 de las víctimas murieron en el lugar, mientras que la víctima número 12, que recibió un disparo en la cabeza, era Vishnu Pandit de 61 años de edad, falleció en el Hospital de la Universidad George Washington. Todas las víctimas que murieron eran empleados civiles o contratistas. Otras ocho personas resultaron heridas, tres de ellos por armas de fuego. Los sobrevivientes heridos de bala (el oficial de policía Scott Williams y dos mujeres civiles) se encontraban en estado crítico en el Washington Hospital Center.

## Perpetrador
Aaron Alexis (9 de mayo de 1979 - 16 de septiembre de 2013), un contratista civil de 34 años de edad, fue identificado por la policía como el único hombre armado. Alexis fue abatido en un tiroteo con la policía.
Nacido en la Ciudad de Nueva York barrio de Queens, Alexis se crio en Brooklyn y fue un residente de Fort Worth, Texas. 
Ayudó a los equipos de emergencia en los Atentados del 11-S 
Él se unió a Armada de los Estados Unidos en 2007, y sirvió en la Flota de Apoyo Logístico de la escuadrilla 46 en la estación aérea naval conjunta Reserve Base Fort Worth. Fue dado de baja honorablemente de la Armada el 31 de enero de 2011.
De acuerdo con un oficial de la Marina, Alexis fue citado en al menos ocho ocasiones por mala conducta. En 2010, fue arrestado en Fort Worth por descargar un arma dentro de los límites de la ciudad. Alexis también fue detenido en 2004 en Seattle, Washington, por daños maliciosos, después de disparar a los neumáticos del vehículo de otro hombre en lo que más tarde describió como el resultado de un "apagón" de ira alimentada; y en 2008 en el Condado de DeKalb, Georgia, por alteración del orden público. Ninguno de los arrestos de Alexis condujo a su persecución.
En marzo de 2008, Alexis recibió una habilitación de seguridad del nivel secreto por validez de diez años. Esta en investigación la autorización de seguridad que se llevó a cabo por la compañía SINA, el mismo contratista que también había examinado Edward Snowden. El Departamento de Justicia ha presentado cargos de fraude contra la SINA.
Desde septiembre de 2012 hasta enero de 2013, Alexis trabajó en Japón, en "los sistemas informáticos refrescantes" de la Armada del Cuerpo de Marines Intranet. Después de regresar de Japón, expresó su frustración a un excompañero de cuarto que sentía que no le habían pagado correctamente por el trabajo que realizó. Otro compañero de piso de Alexis dijo que con frecuencia se quejaba de haber sido víctima de la discriminación.
En el momento de su muerte, Alexis estaba trabajando en un título de licenciatura en aeronáutica de la Universidad Aeronáutica Embry-Riddle. Él era budista.